# Azar Karadaş
Azar Karadaş (Nordfjordeid, 9 de Agosto de 1981)é um futebolista norueguês que representou o Sport Lisboa e Benfica desde a época 2004/2005 até 2006/2007, tendo sido emprestado várias épocas
.
Atualmente atua na 1ª liga norueguesa no Sportsklubben Brann.